# 377-й гвардейский зенитно-ракетный полк
377-й гвардейский зенитно-ракетный полк (бел. 377-ы гвардзейскі зенітна-ракетны полк) — подразделение ВВС и войск ПВО Белоруссии. Место дислокации — город Полоцк.
В 1941 году на центральном аэродроме Сталинграда был сформирован 629-й истребительный авиационный полк. 31 марта 1943 года после окончания Сталинградской битвы полку было присвоено звание гвардейского. За годы Великой Отечественной войны личным составом части было осуществлено более 5 тысяч боевых вылетов, более 200 воздушных боёв, 111 разведок и штурмовак, уничтожено 123 самолёта, 18 танков, 23 автомобилей с грузом и живой силой противника. С 1946 по 1960 год воинская часть базировалась в Ростове-на-Дону. В 1960 году она была переформирована в 377-й гвардейский зенитный ракетный полк и отбыла к новому месту дислокации — в Полоцк.
В 2016 году полк получил на вооружение ЗРК С-300.